# طراحی کامپایلر
طراحی کامپایلر یکی از شاخه‌های بنیادی در علوم رایانه است که به مطالعه نظریه‌ها، الگوریتم‌ها و روش‌های لازم برای ترجمه برنامه‌های نوشته‌شده به زبان‌های سطح بالا به زبان‌های سطح پایین‌تر یا زبان ماشین می‌پردازد. این فرآیند، که توسط یک نرم‌افزار به نام کامپایلر انجام می‌شود، بخش جدایی‌ناپذیر از چرخه توسعه نرم‌افزار است و نقش واسطه‌ای میان برنامه‌نویسان و سخت‌افزار رایانه ایفا می‌کند.

### تعریف
کامپایلر، یک برنامه ترجمه‌گر است که کد منبع (Source Code)، نوشته‌شده به زبان‌های سطح بالا مانند C++، Java یا Python را به کد مقصد (Target Code) که به‌طور مستقیم توسط پردازنده‌های رایانه‌ای یا ماشین‌های مجازی قابل اجرا است، تبدیل می‌کند. برخلاف مفسرها (Interpreters)، که دستورات را به‌صورت خط‌به‌خط اجرا می‌کنند، کامپایلر تمام برنامه را پیش از اجرا به کد ماشین تبدیل می‌کند.

### مراحل طراحی کامپایلر
فرآیند طراحی یک کامپایلر معمولاً به چندین مرحله مجزا تقسیم می‌شود که هرکدام نقش خاصی در تبدیل کد منبع به کد ماشین دارند. این مراحل به دو بخش اصلی تحلیل (Analysis) و تولید (Synthesis) تقسیم می‌شوند:

#### ۱. تحلیل واژگانی (Lexical Analysis)
در این مرحله، کد منبع به توکن‌ها (Tokens) تقسیم می‌شود. توکن‌ها کوچک‌ترین واحدهای معنایی زبان برنامه‌نویسی هستند، مانند کلمات کلیدی، شناسه‌ها، عملگرها و علائم نگارشی. این کار توسط ماژولی به نام Lexical Analyzer یا Scanner انجام می‌شود.

#### ۲. تحلیل نحوی (Syntax Analysis)
در این مرحله، ساختار گرامری کد با استفاده از قواعد دستور زبان برنامه‌نویسی مورد بررسی قرار می‌گیرد. تحلیل‌گر نحوی (Parser) از توکن‌های تولیدشده برای ساخت درخت تجزیه نحوی (Parse Tree) یا درخت نحو انتزاعی (Abstract Syntax Tree - AST) استفاده می‌کند. این درخت نشان‌دهنده ساختار سلسله‌مراتبی برنامه است.

#### ۳. تحلیل معنایی (Semantic Analysis)
در این بخش، از درخت نحوی برای بررسی انطباق کد با قوانین معنایی زبان برنامه‌نویسی استفاده می‌شود. این فرآیند شامل بررسی نوع داده‌ها، دامنه متغیرها و اطمینان از سازگاری عملیات ریاضی و منطقی با نوع داده‌ها است.

#### ۴. تولید کد میانی (Intermediate Code Generation)
کد تولیدی در این مرحله مستقل از ماشین است و معمولاً به‌شکلی ساده‌تر از زبان منبع و مقصد نوشته می‌شود. این کد به‌عنوان پایه‌ای برای بهینه‌سازی‌ها و تولید کد نهایی مورد استفاده قرار می‌گیرد. نمونه‌هایی از این کد شامل سه‌گان‌های میانی (Three-Address Code) یا LLVM IR هستند.

#### ۵. بهینه‌سازی کد (Code Optimization)
هدف از این مرحله، بهبود کارایی برنامه است. بهینه‌سازی‌ها ممکن است شامل حذف کدهای غیرضروری، کاهش استفاده از منابع یا بهبود زمان اجرای برنامه باشند. این فرآیند می‌تواند در سطوح محلی (Local Optimization) و جهانی (Global Optimization) انجام شود.

#### ۶. تولید کد نهایی (Code Generation)
در این مرحله، کد نهایی که به‌صورت مستقیم توسط پردازنده اجرا می‌شود، تولید خواهد شد. این کد معمولاً به زبان ماشین یا اسمبلی نوشته می‌شود و برای معماری خاص سیستم هدف بهینه‌سازی می‌شود.

#### ۷. مدیریت خطا (Error Handling)
در تمامی مراحل فوق، بررسی و مدیریت خطاهای نحوی، معنایی و منطقی بخش مهمی از فرآیند طراحی کامپایلر است. ارائه پیام‌های خطای دقیق و واضح به برنامه‌نویس یکی از ویژگی‌های مهم یک کامپایلر کارآمد محسوب می‌شود.

### چالش‌های طراحی کامپایلر
طراحی یک کامپایلر کارآمد مستلزم مواجهه با چالش‌های زیر است:
- پیچیدگی تحلیل‌های نحوی و معنایی: طراحی الگوریتم‌های پیچیده برای بررسی دقیق کدهای ورودی و جلوگیری از بروز خطاهای منطقی.
- بهینه‌سازی عملکرد: کاهش زمان اجرای کد خروجی و مدیریت منابع سیستم به شکلی کارآمد.
- سازگاری با معماری‌های مختلف: ایجاد کد خروجی که بتواند روی سخت‌افزارهای گوناگون اجرا شود.
- مدیریت حافظه: طراحی استراتژی‌های مؤثر برای تخصیص و آزادسازی حافظه.

### کاربردهای طراحی کامپایلر
علاوه بر نقش اصلی آن در ترجمه کد منبع به کد قابل اجرا، تکنیک‌های طراحی کامپایلر در زمینه‌های دیگری نیز کاربرد دارند، از جمله:
- پردازش زبان‌های طبیعی (Natural Language Processing - NLP): استفاده از تکنیک‌های تجزیه و تحلیل نحوی برای درک زبان‌های انسانی.
- تحلیل ایستا (Static Analysis): شناسایی مشکلات بالقوه در کد پیش از اجرا.
- طراحی مفسرها (Interpreters): پیاده‌سازی مفسرهایی که برنامه‌ها را به‌صورت خط‌به‌خط اجرا می‌کنند

طراحی کامپایلر یک زمینه چندبعدی و پویا در علوم رایانه است که ترکیبی از تئوری‌های ریاضی، الگوریتم‌های پیشرفته و مهندسی نرم‌افزار را در خود جای داده است. مطالعه منابع معتبر در این حوزه به پژوهشگران و توسعه‌دهندگان این امکان را می‌دهد که با درک عمیق‌تری از عملکرد زبان‌های برنامه‌نویسی و بهینه‌سازی نرم‌افزارها، نقش مؤثرتری در توسعه فناوری‌های نوین ایفا کنند.

### کتاب‌های مرجع در طراحی کامپایلر

#### ۱. Compilers: Principles, Techniques, and Tools
- نویسندگان: Alfred V. Aho, Monica S. Lam, Ravi Sethi, Jeffrey D. Ullman
- سال انتشار: اولین نسخه در ۱۹۸۶ و نسخه دوم در ۲۰۰۶ منتشر شد.

این کتاب، که معمولاً با نام اژدهای قرمز شناخته می‌شود، یکی از منابع اصلی و جامع در حوزه طراحی کامپایلر است. مطالب این کتاب شامل تمامی مراحل طراحی یک کامپایلر از تحلیل واژگانی تا بهینه‌سازی کد می‌باشد.

#### ۲. Engineering a Compiler
- نویسندگان: Keith D. Cooper, Linda Torczon
- سال انتشار: ۲۰۰۳

این کتاب تمرکز ویژه‌ای بر جنبه‌های مهندسی و عملیاتی طراحی کامپایلر دارد و برای افرادی که به دنبال درک عملی‌تر از این حوزه هستند، مناسب است.

#### ۳. Modern Compiler Implementation in C/Java/ML
- نویسنده: Andrew W. Appel
- سال انتشار: ۱۹۹۸